# دیگو فریاس
دیگو فریاس دا سیلوا (پرتغالی: Diego Farias da Silva؛ زادهٔ ۱۰ مهٔ ۱۹۹۰) بازیکن فوتبال اهل برزیل است.